# Route nationale 1 (Togo)
Pour les articles homonymes, voir Route nationale 1.
La route nationale 1 (N1) est une route nationale du Togo allant de Lomé jusqu'à Dapaong.
La N1 croise la N16 à Kara et la N18 à Niamtougou.
Sa longueur est de 624 km,,.

## Tracé et croisements
- Lomé (N2, N5)
- Tsévié (N4, N7)
- Notsé (N6, N9)
- Atakpamé (N5, N8)
- Anié (N29)
- Nyamassila (N10)
- Langabou (N27)
- Sotouboua (N12)
- Sokodé (N14, N17)
- Bafilo (N38)
- Kara (N16, N19)
- Tchitchao (N21)
- Pya (N18A)
- Niamtougou (N18, N20)
- Kandé (N21, N40) - (N22)
- Sansanné-Mango (N17, N23, N41)
- Galangachi (N24)
- Dapaong (N28)
- Nanergou (N25)
- Timbou
- Garo (N25)
- Sinkassé
- Frontière  Burkina Faso